# Eroberung von Chu
Die Eroberung von Chu war eine militärische Kampagne in den Jahren 225–223 v. Chr., die die Eroberung des Staates Chu durch das Reich Qin zur Folge hatte.

## Vorgeschichte
Der Niedergang des Königshauses der Zhou ab 770 v. Chr. bewirkte ein Zusammenbrechen der Zentralgewalt im antiken China. Dadurch wurde der Aufstieg neuer Fürstentümer begünstigt, von denen es zeitweise mindestens 16 gab. Durch Kriege blieben im 3. Jahrhundert nur 7 starke Staaten über: Qin, Chu, Han, Wei, Zhao, Qi und Yan. Diese kämpften fortan um die Vorherrschaft in China.  247 v. Chr. kam der 13-jährige Zheng auf den Thron des Qin-Königs. Mit 22 erlangte er die volle Regierungsmacht und begann einen langen Krieg, durch den er das Land einigen wollte. 230 v. Chr. wurde Han als der schwächste Staat zuerst Opfer der Qin-Armee. 228 v. Chr. wurde die Hauptstadt von Zhao eingenommen und der König gefangen genommen. Ein Prinz konnte zwar flüchten und weiter Widerstand leisten, doch auch er wurde 222 v. Chr. gefangen. Ein Attentat auf den Qin-König, initiiert von dem Kronprinzen von Yan, nahm der Qin-König als willkommenen Anlass für den Angriff auf Yan. Yans Hauptstadt fiel 227 v. Chr. 225 v. Chr. griff Qin Wei an. Nach einer dreimonatigen Belagerung der Hauptstadt gab der König von Wei auf. Ab 225 v. Chr. kam das im Süden liegende Chu an die Reihe. Im Voraus des Feldzugs gab es anscheinend Meinungsverschiedenheiten im Generalstab von Qin bezüglich der Planung. Nachdem der König die Strategie des Li Xin unterstützte, trat der alternde General Wang Jian von seinem Amt zurück. Li Xin begann nun, die Kampagne vorzubereiten.

## Erster Feldzug (225 v. Chr.)
225 v. Chr. fielen Li Xin und Meng Tian an der Spitze einer Armee von 200.000 Mann in Chu ein. Nach ersten militärischen Erfolgen teilten sie das Heer auf. Li Xin eroberte die Städte Pingyu, Yan und Ying, während Meng Tian eine Stadt mit dem Namen Qin eroberte und die Truppen der Chu in die Flucht schlug. Nach diesen Siegen hielten sie den Feind bereits für besiegt und Li Xin stieß mit seinen Truppen tief ins Feindesland vor, bis nach Chengfu, um sich dort mit Meng Tians Armee zu vereinen. Auf dem Weg dorthin wurde er jedoch vom General der Chu, Xiang Yan, der seine Männer in einem überraschenden dreitägigen Gewaltmarsch vorangetrieben hatte, attackiert und erlitt eine schwere Niederlage. Sieben hohe Befehlshaber der Qin wurden getötet und Li Xin konnte nur mit großer Mühe entkommen. Seine Armee zerfiel und löste sich auf. Damit war der erste Feldzug gescheitert und die Qin um ihren Herrscher Qin Shihuangdi hatten ihre bisher größte Niederlage während des Einigungskriegs erlitten.

## Zweiter Feldzug (224/223 v. Chr.)
Nachdem Li Xins Strategie gescheitert war, holte man den alten General Wang Jian zurück und übertrug ihm den Oberbefehl über eine Streitmacht von 600.000 Mann. Mit dieser Armee rückte Wang Jian 224 v. Chr. in Chu ein. Sobald er im feindlichen Gebiet eingetroffen war, ließ er eine große Befestigungsanlage errichten, in der sich die Qin-Armee verschanzte. In den folgenden Tagen forderten die Chu Wang Jian immer wieder zum Kampf heraus, doch er weigerte sich und befahl seinen Männern, das Lager nicht zu verlassen. Erst als die Gegner nach Osten abrückten, nahmen die Qin die Verfolgung auf, griffen den unvorbereiteten Feind südlich des Flusses Qi an und fügten ihm eine vernichtende Niederlage zu. Xiang Yan kam ums Leben und seine Armee floh planlos. Dies war der entscheidende Sieg. Nun konnte Wang Jian die Macht der Qin in der Region in den folgenden Monaten festigen und wenig später den König der Chu gefangen nehmen. Damit war die Kampagne 223 v. Chr. abgeschlossen. 

## Folgen
Chu wurde vollständig annektiert und ging später im ersten chinesischen Kaiserreich auf. 
Nach ihrem Sieg über diesen Rivalen zog die Armee der Qin wieder nach Norden, um sich dort den letzten Feinden, den Staaten Yan und Qi, zu stellen.